# Silvestriola chinagliana
Silvestriola chinagliana är en tvåvingeart som först beskrevs av Guercio 1918.  Silvestriola chinagliana ingår i släktet Silvestriola och familjen gallmyggor.
Artens utbredningsområde är Italien. Inga underarter finns listade i Catalogue of Life.